# Wołczkowo
Wołczkowo (Duits: Völschendorf) is een dorp in de Poolse woiwodschap West-Pommeren. De plaats maakt deel uit van de gemeente Dobra (powiat Policki).

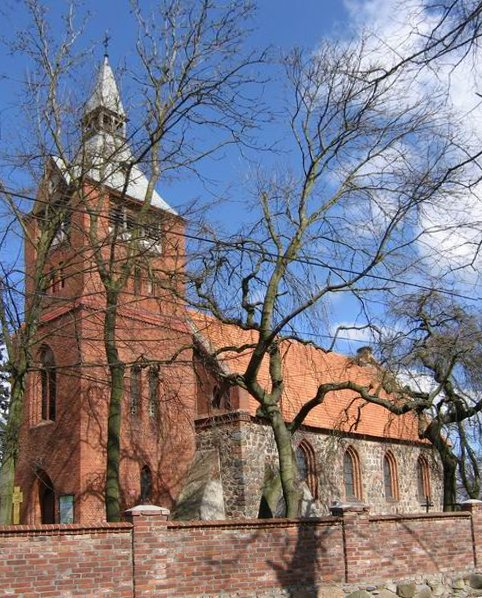
Kerk van de heilige Maria